# مارول استودیوز
ماروِل استودیوز (انگلیسی: Marvel Studios, LLC) که بین سال‌های ۱۹۹۳ تا ۱۹۹۶ با نام مارول فیلمز (انگلیسی: Marvel Films) شناخته می‌شد، یک شرکت تولید فیلم و تلویزیون آمریکایی است که زیرمجموعه استودیوهای والت دیزنی، بخشی از شرکت والت دیزنی است. مارول استودیوز برای تولید فیلم‌های دنیای سینمایی مارول، بر پایهٔ شخصیت‌هایی که در انتشارات مارول کامیکس ظاهر می‌شوند، شناخته شده‌است.
شرکت والت دیزنی در ۳۱ دسامبر ۲۰۰۹ مارول انترتینمنت را به قیمت ۴ میلیارد دلار خریداری کرد. مارول و دیزنی هر دو اظهار داشتند که این ادغام در حال حاضر بر روی قراردادهای قبلی با دیگر استودیوهای فیلم تأثیر نمی‌گذارد، اگرچه دیزنی گفت که پروژه‌های آیندهٔ مارول را پس از منقضی‌شدن قراردادها از طریق استودیوی خودش توزیع خواهد کرد.
از سال ۲۰۰۸، مارول استودیو ۲۹ فیلم در دنیای سینمایی مارول منتشر کرده‌است، از مرد آهنی (۲۰۰۸) تا ثور: عشق و تندر (۲۰۲۲)، و هفت سریال تلویزیونی از سال ۲۰۲۱، از وانداویژن (۲۰۲۱) تا خانم مارول (۲۰۲۲). سریال تلویزیونی چه می‌شود اگر… ؟ (۲۰۲۱) نخستین تولید پویانمایی این استودیو است. این فیلم‌ها و سریال‌های تلویزیونی همراه با وان-شات‌ها همگی با هم تداوم دارند، که توسط این استودیو تولید می‌شوند. مجموعه‌های تلویزیونی تولیدشده توسط تلویزیون مارول نیز تداوم را تأیید می‌کنند.
مارول استودیوز علاوه بر فرنچایز دنیای سینمایی مارول که پرفروش‌ترین فرنچایز فیلم تمام زمان‌ها است، همچنین در تولیداتی در فرنچایزهای بزرگ دیگر از شخصیت‌های مارول کامیکس همکاری کرده، از جمله مردان ایکس و مرد عنکبوتی که هر کدام بیش از یک میلیارد دلار در گیشهٔ آمریکای شمالی فروش داشته‌اند.

## تولیدات

### فیلم‌های کوتاه

#### پویانمایی
| عنوان        | انتشار | توزیع‌کننده             | شبکهٔ اصلی  |
| ------------ | ------ | ---------------------- | ---------- |
| من گروت هستم | ۲۰۲۲   | دیزنی پلتفرم دستربیوشن | دیزنی پلاس |

### تلویزیون

#### پویانمایی
| مجموعه تلویزیونی                       | انتشار      | شریک (های) تولید                                                                                | توزیع‌کننده                                                       | شبکهٔ اصلی          |
| مارول فیلمز                            | مارول فیلمز | مارول فیلمز                                                                                     | مارول فیلمز                                                      | مارول فیلمز        |
| -------------------------------------- | ----------- | ----------------------------------------------------------------------------------------------- | ---------------------------------------------------------------- | ------------------ |
| مردان ایکس                             | ۱۹۹۲–۱۹۹۷   | سابان انترتینمنت / گراز انترتینمنت / آکوم / مارول انترتینمنت / مارول فیلمز                      | سابان انترتینمنت                                                 | فاکس کیدز          |
| چهار شگفت‌انگیز                         | ۱۹۹۴–۱۹۹۶   | - فیلیپین انیمیشن استودیو (فصل دوم) / وانگ فیلم (فصل اول) / مارول انترتینمنت گروپ / مارول فیلمز | نیو وورد پیکچرز (ایالات متحده) / نیو ورلد انترتینمنت (بین‌المللی) | مارول اکشن یونیورس |
| آیرون من                               | ۱۹۹۴–۱۹۹۶   | رینبو انیمیتد کوریا / مارول انترتینمنت گروپ / مارول فیلمز                                       | نیو وورد پیکچرز (ایالات متحده) / نیو ورلد انترتینمنت (بین‌المللی) | مارول اکشن یونیورس |
| مرد عنکبوتی: مجموعه پویانمایی          | ۱۹۹۴–۱۹۹۸   | مارول فیلمز انیمیشن                                                                             | نیو وورد پیکچرز                                                  | فاکس کیدز          |
| هالگ شگفت‌انگیز                         | ۱۹۹۶–۱۹۹۷   | نیو ورلد انیمیشن / مارول فیلمز                                                                  | نیو ورلد انترتینمنت (فصل ۱) / سابان انترتینمنت (فصل ۲)           | یوپی‌ان             |
| مارول استودیوز                         |             |                                                                                                 |                                                                  |                    |
| سیلور سرفر                             | ۱۹۹۸        | سابان انترتینمنت / مارول استودیوز                                                               | سابان انترتینمنت / مارول استودیوز                                | فاکس کیدز          |
| مرد عنکبوتی نامحدود                    | ۱۹۹۹–۲۰۰۱   | سابان انترتینمنت / مارول استودیوز                                                               | سابان انترتینمنت / مارول استودیوز                                | فاکس کیدز          |
| انتقام‌جویان: متحد می‌ایستند             | ۱۹۹۹–۲۰۰۰   | سابان انترتینمنت / مارول استودیوز                                                               | سابان انترتینمنت / مارول استودیوز                                | فاکس کیدز          |
| مردان ایکس: تکامل                      | ۲۰۰۰–۲۰۰۳   | فیلم رومن / مارول استودیوز                                                                      | تلویزیون برادران وارنر دستربیوشن / مارول انترتینمنت              | کیدز دبیلوبی       |
| چهار شگفت‌انگیز: بزرگترین قهرمانان جهان | ۲۰۰۶–۲۰۰۷   | مون‌سکوپ / مارول انترتینمنت / مارول استودیوز                                                     | مون‌سکوپ گروپ کارتون نت‌ورک                                        | کارتون نت‌ورک       |
| ولورین و مردان ایکس                    | ۲۰۰۹        | تونز انترتینمنت / مارول انترتینمنت / مارول استودیوز                                             | لاینزگیت تله‌ویژن                                                 | نیک‌تونز            |
| م.و.د.و.ک                              | ۲۰۲۱        | تلویزیون مارول / مارول استودیوز                                                                 | هولو                                                             | هولو               |
| چه می‌شود اگر… ؟                        | ۲۰۲۱–اکنون  | مارول استودیوز / بلو اسپیریت / اسکوئیز/ فلاینگ بارک پروداکشنز                                   | دیزنی پلتفرم دستربیوشن                                           | دیزنی پلاس         |
| هیت‌مانکی                               | ۲۰۲۱        | تلویزیون مارول / مارول استودیوز                                                                 | هولو                                                             | هولو               |
| اسپایدی و دوستان شگفت‌انگیزش            | ۲۰۲۲        | اتامیک کارتونز                                                                                  | دیزنی جونیور                                                     | دیزنی جونیور       |
| مردان ایکس ۱۹۹۷                        | ۲۰۲۳-اکنون  | مارول استودیوز                                                                                  | دیزنی پلتفرم دستربیوشن                                           | دیزنی پلاس         |
| مرد عنکبوتی: سال اول دبیرستان          | ۲۰۲۴        | مارول استودیوز                                                                                  | دیزنی پلتفرم دستربیوشن                                           | دیزنی پلاس         |
| زامبی‌های مارول                         | ۲۰۲۴        | مارول استودیوز                                                                                  | دیزنی پلتفرم دستربیوشن                                           | دیزنی پلاس         |

#### لایو اکشن
| مجموعه تلویزیونی                   | انتشار                 | شریک (های) تولید                             | توزیع‌کننده             | شبکهٔ اصلی            | یادداشت                    |
| ---------------------------------- | ---------------------- | -------------------------------------------- | ---------------------- | -------------------- | -------------------------- |
| نسل ایکس                           | ۲۰ فوریه ۱۹۹۶ (پایلوت) | فاکس فیلمز / مارول فیلمز                     | نیو وورد پیکچرز        | شرکت پخش همگانی فاکس | در قالب پایلوت تلویزیونی   |
| جهش‌یافته ایکس                      | ۲۰۰۱–۲۰۰۴              | فایروورکس انترتینمنت / شبکه تلویزیونی گلوبال | تریبیون انترتینمنت     | سیندیکیتد            |                            |
| هل‌استروم                           | ۲۰۲۰                   | ای‌بی‌سی سیگنچر                                | هولو                   | هولو                 | بخش از دنیای سینمایی مارول |
| وانداویژن                          | ۲۰۲۱                   |                                              | دیزنی پلتفرم دستربیوشن | دیزنی پلاس           | بخش از دنیای سینمایی مارول |
| فالکون و سرباز زمستان              | ۲۰۲۱                   |                                              | دیزنی پلتفرم دستربیوشن | دیزنی پلاس           | بخش از دنیای سینمایی مارول |
| لوکی                               | ۲۰۲۱–۲۰۲۳              |                                              | دیزنی پلتفرم دستربیوشن | دیزنی پلاس           | بخش از دنیای سینمایی مارول |
| هاکای                              | ۲۰۲۱                   |                                              | دیزنی پلتفرم دستربیوشن | دیزنی پلاس           | بخش از دنیای سینمایی مارول |
| شوالیه ماه                         | ۲۰۲۲                   |                                              | دیزنی پلتفرم دستربیوشن | دیزنی پلاس           | بخش از دنیای سینمایی مارول |
| خانم مارول                         | ۲۰۲۲                   |                                              | دیزنی پلتفرم دستربیوشن | دیزنی پلاس           | بخش از دنیای سینمایی مارول |
| شی‌هالک: وکیل دادگستری              | ۲۰۲۲                   |                                              | دیزنی پلتفرم دستربیوشن | دیزنی پلاس           | بخش از دنیای سینمایی مارول |
| گرگینه در شب                       | ۲۰۲۲                   |                                              | دیزنی پلتفرم دستربیوشن | دیزنی پلاس           | بخش از دنیای سینمایی مارول |
| نگهبانان کهکشان ویژه تعطیلات       | ۲۰۲۲                   |                                              | دیزنی پلتفرم دستربیوشن | دیزنی پلاس           | بخش از دنیای سینمایی مارول |
| تهاجم مخفی                         | ۲۰۲۳                   |                                              | دیزنی پلتفرم دستربیوشن | دیزنی پلاس           | بخش از دنیای سینمایی مارول |
| اکو                                | ۲۰۲۳                   | تلویزیون بیستم                               | دیزنی پلتفرم دستربیوشن | دیزنی پلاس           | بخش از دنیای سینمایی مارول |
| آیرون‌هارت                          | ۲۰۲۳                   | پراکسیمیتی مدیا / تلویزیون بیستم             | دیزنی پلتفرم دستربیوشن | دیزنی پلاس           | بخش از دنیای سینمایی مارول |
| آگاتا: محفل آشوب                   | ۲۰۲۳                   | تلویزیون بیستم                               | دیزنی پلتفرم دستربیوشن | دیزنی پلاس           | بخش از دنیای سینمایی مارول |
| دردودیل تولد دوباره                | ۲۰۲۴                   |                                              | دیزنی پلتفرم دستربیوشن | دیزنی پلاس           | بخش از دنیای سینمایی مارول |
| آرمور وارز                         | ن/م                    |                                              | دیزنی پلتفرم دستربیوشن | دیزنی پلاس           | بخش از دنیای سینمایی مارول |
| سریال بدون عنوان با محوریت واکاندا | ن/م                    | پراکسیمیتی مدیا                              | دیزنی پلتفرم دستربیوشن | دیزنی پلاس           | بخش از دنیای سینمایی مارول |
| واندر من                           | ن/م                    |                                              | دیزنی پلتفرم دستربیوشن | دیزنی پلاس           | بخش از دنیای سینمایی مارول |
| سریال بدون عنوان نوا               | ن/م                    |                                              | دیزنی پلتفرم دستربیوشن | دیزنی پلاس           | بخش از دنیای سینمایی مارول |

#### مستند
| عنوان                         | تاریخ      | توزیع‌کننده             | شبکهٔ اصلی  |
| ----------------------------- | ---------- | ---------------------- | ---------- |
| مارول استودیو: گسترش جهان     | ۲۰۱۹       | دیزنی پلتفرم دستربیوشن | دیزنی پلاس |
| مارول استودیوز: افسانه‌ها      | ۲۰۲۱–اکنون | دیزنی پلتفرم دستربیوشن | دیزنی پلاس |
| مارول استودیوز: مونتاژ        | ۲۰۲۱–اکنون | دیزنی پلتفرم دستربیوشن | دیزنی پلاس |
| سریال بدون عنوان با محوریت زن | ن/م        | دیزنی پلتفرم دستربیوشن | دیزنی پلاس |

## یادداشت
1. ↑  از فصل ۲ به بعد
2. ↑  بازراه‌اندازی این سریال که در تداوم مردان ایکس قرار دارد.[۱۵]